# Bronson (Kansas)
Bronson è un comune degli Stati Uniti d'America, situato nello Stato del Kansas, nella contea di Bourbon.